# Siberiada
Siberiada (în rusă Сибириада) este un film sovietic epic din anul 1979 format din patru părți. Filmul a fost regizat de Andrei Koncealovski și turnat la studioul Mosfilm. A câștigat Marele Premiu (Grand Prix) la Festivalul de Film de la Cannes din 1979.

## Distribuția
- Vladimir Samoilov ca Afanasii Ustiujanin
- Natalia Andreicenko ca Anastasia „Nastea” Solomina
- Igor Ohlupin ca Filip Solomin
- Serghei Șakurov ca Spiridon Solomin
- Pavel Kadocinikov ca bătrânul etern
- Vitali Solomin ca Nikolai Ustiujanin
- Nikita Mihalkov ca Aleksei Ustiujanin
- Ludmila Gurcenko ca Taia Solomina
- Aleksandr Potapov ca Piotr Solomin
- Leonid Pleșakov ca Vasili Solomin
- Mihail Kononov ca Rodion Klimentov
- Evgheni Leonov-Gladîșev ca Afanasii Ustiujanin tânăr
- Elena Koreneva ca Taia Solomina tânără
- Konstantin Grigoriev ca Guriev – geologul-cercetător
- Evgheni Perov ca Erofei Solomin
- Ivan Dmitriev ca Blinov
- Ruslan Miqaberidze ca Tofik Rustamov
- Maksim Munzuk ca Fedka
- Nikolai Skorobogatov ca Ermolai
- Aleksandr Pankratov-Ciornîi ca Sașka
- Valentina Berezuțkaia ca Daria
- Natalia Nazarova
- Vsevolod Larionov

## Lansare
A fost lansat în anii 1979–1980 și a avut parte de succes comercial, fiind vizionat de 13,0 milioane de spectatori în cinematografele din Uniunea Sovietică.

## Premii
Filmul a câștigat Grand Prix la Festivalul Internațional de Film de la Cannes din 1979.

## În cultura populară
Tema filmului de Eduard Artemiev a fost folosită în calitate de cover de formația trance rusă PPK și a fost lansat sub titlul ResuRection în august 2001. Ea a ajuns pe poziția 3 în UK Singles Chart.